# Batalla de Calàbria
La batalla de Calàbria, coneguda per l'armada italiana com la batalla de Punta Stilo, va ser una batalla naval durant la batalla de la Mediterrània de la Segona Guerra Mundial. Els vaixells de la Regia Marina italiana van ser oposats per vaixells de la Royal Navy britànica i la Royal Australian Navy. La batalla es va produir a 30 milles a l'est de Punta Stilo, Calàbria, el 9 de juliol de 1940. Va ser una de les poques batalles campals de la campanya mediterrània durant la Segona Guerra Mundial que va implicar un gran nombre de vaixells a banda i banda. Els dos bàndols van reclamar la victòria, però de fet la batalla va ser un empat i tothom va tornar a les seves bases amb seguretat.

## Rerefons
Quan Itàlia va entrar a la Segona Guerra Mundial, les seves forces a Líbia estaven mal equipades per a les operacions ofensives, i la flota italiana es va veure obligada a iniciar grans combois de subministrament per tal de posar-los en condicions de combat.
El 6 de juliol un comboi de quatre vaixells mercants va sortir de Nàpols en el seu camí cap a Bengasi, mentre intentava enganyar els aliats perquè creguessin que anaven cap a Trípoli. Aquell vespre dos torpediners de Catània i un altre vaixell de càrrega els van trobar a Messina i l'endemà la seva força d'escorta es va unir al comboi des de Tàrent després de ser informat que els aliats havien sortit recentment del port d'Alexandria. Els transports transportaven 2.190 efectius, 72 tancs M11, 232 altres vehicles, 10.445 tones de subministraments i 5.720 tones de combustible. L'escorta del comboi, comandada per l'almirall Inigo Campioni, estava format per tres grups. El primer, format per quatre destructors i sis torpediners, va navegar protegint directament els vaixells de càrrega. Un segon grup va navegar 35 milles (56 km) cap a l'est format per sis creuers pesats i quatre destructors. Finalment, el grup de batalla principal estava format per dos cuirassats (Giulio Cesare i Conte di Cavour), vuit creuers lleugers i 16 destructors. Un nombre substancial dels destructors italians no van participar en la batalla a causa de problemes mecànics i la necessitat de carregar combustible.
Mentrestant, els aliats estaven involucrats en una acció de comboi similar. La flota va navegar des d'Alexandria en direcció a Malta on els destructors lliurarien subministraments i un nombre limitat de reforços especialitzats. Es van organitzar dos combois per treure totes les reserves de la flota i els civils de Malta a Alexandria. Dos grups de mercaders van navegar, un comboi ràpid a 13 nusos (24 km/h; 15 mph) i un altre lent a 9 nusos (17 km/h; 10 mph). Els protegien tres grups de vaixells: la Força A, amb cinc creuers i un destructor; Force B, amb el cuirassat Warspite i cinc destructors, i Force C, el grup de batalla principal, amb els cuirassats Royal Sovereign i Malaya,, el portaavions Eagle i onze destructors. Un d'ells, el Imperial, va haver de tornar a Alexandria amb una canonada de vapor rebentada a les primeres hores del 8 de juliol. Tots estaven sota la direcció de l'almirall Andrew Cunningham.
A les 14:40 del 8 de juliol, dos hidroavions italians Cant Z.506 de Tobruk van detectar la flota britànica i li van fer ombra durant gairebé quatre hores. L'almirall Campioni va ordenar a la seva flota que defensés el comboi girant cap a l'est i preparant-se per a l'acció. El Comandament Suprem italià, però, es va mostrar reticent a arriscar els seus vaixells de guerra en un encontre nocturn, i van ordenar a la flota que evites el contacte. Durant el posicionament inicial els italians van patir problemes tècnics en tres destructors i dos creuers lleugers, de manera que aquests vaixells, amb diversos destructors addicionals, es van deslligar per carregar combustible a Sicília. Per tal de compensar aquestes "pèrdues", es va convocar un altre grup de destructors des de Tàrent. En aquest punt, la flota italiana tenia 16 destructors.
Mentrestant, els aliats també tenien problemes. De les 10:00 a les 18:40, 72 bombarders terrestres de la Regia Aeronautica italiana (Força Aèria Reial) des del continent van atacar la seva flota. A diferència dels bombarders en picat preferits pels alemanys, els bombarders italians van operar en formacions a gran altitud durant les primeres etapes de la guerra, a uns 12.000 peus. Mentre que els italians van llançar desenes de bombes, només van aconseguir un sol impacte sobre el HMS Gloucester en dos atacs importants. Aquest va ser un greu èxit al pont, que va matar el capità, sis oficials i onze qualificacions. A més, tres agents i sis oficines van resultar ferits. El control de foc davanter i l'equip de direcció van ser destruïts, i durant la resta de la batalla, seria comandada des de l'estació d'emergència.
A les 15:10 del 8 de juliol, la flota de Cunningham es va dirigir cap a Tàrent, per tal de tallar la ruta de retorn dels italians. Al capvespre, Cunningham va canviar de rumb de 310° a 260° i va reduir la velocitat de la flota. Durant les primeres hores del 9 de juliol, van fer un rumb de 305°, per evitar el reconeixement aeri italià mantenint la seva flota entre l'esquadró italià i el golf de Tàrent. A les 12:30, el Comandament Suprem italià desconeixia la situació de la flota britànica. Campioni va dir a la seva flota que s'enfilés a les 14:00 a unes 60 milles (97 km) al sud-est del cap Spartivento a la recerca de l'enemic. Campioni finalment va rebre informes de la posició britànica a les 13:30, i sis hidroavions Ro.43 llançats poc després pels creuers italians van veure els vaixells de guerra britànics 30 milles més a prop del que es suposava.
A la tarda del 8 de juliol, el comboi italià havia arribat il·lès a Bengazi.

## La batalla

### El combat entre el creuers
Al migdia del 9 de juliol, les dues flotes estaven a 90 milles (140 km) de distància. El vicealmirall Cunningham no va poder tancar la distància per comprometre's amb el Royal Sovereign i el Malaya, significativament més lent, (18 kn (33 km/h; 21 mph) vs 28 kn (52 km/h; 32 mph)) i va prendre el Warspite pel seu compte. Mentrestant, a les 13:15, l'Eagle va llançar diverses sortides sense èxit de Fairey Swordfishs contra els creuers pesats italians, que van confondre amb cuirassats. A les 13:10, el Comandament Suprem italià havia ordenat a Campioni que s'enfrontés a una de les dues forces enemigues que s'enfrontaven a ell, però de fet havien planejat mantenir l'acció a prop d'Itàlia i es desplaçaven deliberadament cap al nord per tal d'apropar els aliats al seu bases aèries. A les 14:00, però, els plans de Cunningham per tallar la flota italiana de Tàrent havien tingut èxit.
El grup de creuers aliats es va estendre davant del Warspite i a les 15:15 van veure la força de batalla principal italiana i els dos grups van obrir foc a 21.500 metres (23.500 iardes). La telemetria italiana era millor que la dels aliats, i en tres minuts havien trobat la distància tot i que estaven disparant a distància extrema. Encara que la telemetria dels aliats no va ser tan bona i van tenir problemes amb les seves rondes que es quedaven curtes, els aliats van ser millor i van poder col·locar les seves rondes en grups molt més ajustats. En general, l'artilleria de les dues forces estava força ben igualada. Al cap d'uns minuts, el rang es va reduir a 20.000 metres (22.000 iardes) i els canons aliats es van fer útils. No obstant això, a les 15:22, el foc italià es va apropar perillosament als creuers aliats i al vicealmirall John Tovey va decidir desvincular-se. En aquest punt, les estelles d'un obús de 6 polzades (152 mm) disparat pel creuer Giuseppe Garibaldi  van impactar en l'HMS Neptune, danyant la seva catapulta i l'avió de reconeixement sense reparació. Els creuers van continuar obrint el camp i cap a les 15:30 el foc va cessar.

### El combat entre els cuirassats
Un grup de creuers lleugers italians, confosos amb els creuers pesats de la classe Zara, es trobava al costat aliat de la línia de batalla i aviat es trobava a l'abast del foc del Warspite. Una vegada més, les rondes aliades es van quedar curtes, i cap dels seus objectius, l'Alberico da Barbiano i l'Alberto di Giussano, va rebre cap dany en les salves inicials. No obstant això, en aquest moment el Warspite també estava fora de posició, i va girar al seu lloc per tal de permetre que el Malaya pogués posar-se a lloc. Mentrestant, el Royal Sovereign encara estava ben a la rereguarda.
El comandant italià va decidir enfrontar-se al Warspite i va començar a moure els seus dos cuirassats a la posició. A les 15:52, el Giulio Cesare va obrir foc a una distància de 26.400 metres (28.900 iardes). El Conte di Cavour va mantenir el seu foc, ja que la doctrina italiana era que els cuirassats lluitessin un a un. Durant la batalla de Jutlàndia s'havia descobert que més d'un vaixell disparava contra un únic objectiu dificultava molt per als grups de telèmetre saber quins tirs disparaven el seu vaixell. El Conte di Cavour havia estat assignat contra el Malaya i el Royal Sovereign, que no va entrar al combat.
El Warspite, sense saber els patrons de tir italians, va dividir els seus canons entre els dos vaixells. Durant l'intercanvi, una de les rondes del Giulio Cesare va caure llargament i va causar danys en fragments als destructors d'escorta de Warspite Hereward i Decoy, que s'havien format a l'altre costat de l'acció. A les 15:54 el Malaya va començar a disparar, ben fora de l'abast, amb l'esperança de causar certa confusió als vaixells italians. Mentrestant, els creuers pesats italians van entrar en acció i van començar a disparar contra el Warspite a les 15:55, però van haver d'interrompre's quan tornaven els creuers aliats.
A les 15:59 dos obusos del Giulio Cesare van caure molt a prop del Warspite. Gairebé immediatament després, una de les rondes de 15 polzades (381 mm) del Warspite va impactar a la coberta posterior del Giulio Cesare, explotant a l'embut i disparant la munició emmagatzemada per a un dels seus canons antiaeri de 37 mm (1,5 polzades). Dos mariners van morir i diversos més van resultar ferits. Els fums de la munició cremada van ser aspirats a la sala de màquines, que va haver d'evacuar i apagar la meitat de les calderes. La velocitat del Giulio Cesare va baixar ràpidament a 18 nusos i el Conte di Cavour es va fer càrrec. El Giulio Cesare i el Warspite estaven a més de 24.000 metres (26.000 iardes) de distància en el moment de l'impacte, que va ser un dels cops d'artilleria naval de més llarg abast de la història.
Sembla que el Warspite es trobava en una posició excel·lent per assolir alguns cops greus al retardat Giulio Cesare, però va tornar a executar un altre gir ajustat per permetre que el Malaya pogués posar-se a lloc. Amb les armes silenciades de sobte durant el gir, els telèmetres del Malaya van descobrir el que els italians havien estat intenció d'evitar, que les seves cartutxos estaven caient a 2.500 metres (2.700 iardes) del Giulio Cesare i havien estat observant les rondes del Warspite, no les seves.
A les 16:01 els destructors italians van generar fum i els cuirassats es van quedar coberts. Avui hi ha un cert debat sobre aquest punt, la posició aliada és que els cuirassats estaven sortint de la batalla, els italians que estaven intentant fer un atac de torpedes amb els seus destructors des del fum.

### Accions finals
A les 15:58 el Fiume va tornar a obrir el foc contra el seu homòleg a la línia aliada, el Liverpool, i aviat dos grups de creuers italians (el Zara, el Bolzano i el Pola, seguits de prop pel Gorizia i el Trento) van entrar al camp de combat amb el grup de batalla principal dels creuers aliats. Les andanades van continuar mentre ambdós grups intentaven formar-se i a les 16:07 el Bolzano va rebre l'impacte en tres ocasions pels obusos de 6 polzades del Neptune, bloquejant temporalment el seu timó i causant dues víctimes mortals a la sala de torpedes. Un quasi accident al destructor Vittorio Alfieri va causar danys menors.
Mentrestant, els mecànics del Giulio Cesare van poder reparar dues de les quatre calderes danyades, permetent que el cuirassat assolís els 22 nusos (41 km/h; 25 mph). Admiral L'almirall Campioni, considerant la possibilitat que el seu cuirassat restant, el Conte di Cavour, s'hagués d'enfrontar a tres cuirassats enemics i un portaavions, va decidir retirar els cuirassats cap a Messina. El Giulio Cesare va estar fora de joc durant 30 dies.
Durant l'hora següent, ambdues flotes van intentar fer recorreguts de torpedes de llarg abast amb els seus grups de destructors, sense èxit. A les 16:40, la força aèria italiana va fer un atac amb 126 avions, informant de danys a l'Eagle, al Warspite i al Malaya ; a causa d'algun malentès, 50 dels avions italians també van atacar els vaixells italians, sense danys. La batalla va acabar a les 16:50 amb la retirada dels dos bàndols.
Una darrera víctima va ser el destructor Leone Pancaldo, enviat a Augusta (Sicília), que va ser colpejat per un torpede llançat des d'un Swordfish a les 09:40 de l'endemà i es va enfonsar en aigües poc profundes. Va ser reflotat i va tornar al servei el desembre de 1941.)

## Conseqüències
Després de la batalla, ambdues flotes van tornar cap a casa. Això va permetre als italians reclamar una mena de victòria, ja que els seus vaixells de càrrega ja havien passat l'acció en aquest moment i navegaven amb seguretat cap a Líbia. Mentrestant, els vaixells aliats també van arribar a Alexandria juntament amb la seva escorta. Tot i que la batalla va ser indecisa, fonts aliades van afirmar que la Royal Navy va afirmar un important "ascendent moral" sobre el seu homòleg italià.
Altres fonts en canvi disputen aquestes afirmacions, assenyalant que, immediatament després de la batalla, els estats d'ànim dels dos comandants eren força diferents. Campioni va escriure que, tot i haver pogut emprar només dos antics cuirassats reformats, la batalla va donar a tots els homes de la flota, des dels oficials superiors als mariners, la impressió de poder fer front a la flota britànica en igualtat de condicions. Cunningham, per contra, estava consternat pel rendiment de les seves dues unitats més antigues, la manca de velocitat de les quals va permetre als italians dictar el curs de l'acció, i els canons de les quals eren superats no només pels dos cuirassats italians, sinó també pels també dels creuers pesats. Cunningham va descartar el Royal Sovereign com una "font constant d'ansietat" i va demanar a l'Almirallat dos o tres més cuirassats de classe Queen Elizabeth, possiblement equipats amb radar, un nou portaavions amb coberta blindada, els creuers pesatsYork i Exeter, i prou vaixells més petits per cobrir les unitats principals.
Una pregunta és per què els italians no van enviar els seus dos cuirassats operatius de la classe Vittorio Veneto a Tàrent, tots dos gairebé preparats per a l'acció a només unes hores de l'escena. Les dues naus capitals encara estaven sotmeses a proves, i el Littorio havia patit un contratemps elèctric en una de les seves torres principals. El Littorio i el Vittorio Veneto haurien inclinat bé la balança del foc cap al bàndol italià.
Fins i tot sense aquests vaixells, les flotes estaven força igualades. Malgrat la superioritat italiana en aeronaus, a causa dels avions estacionats a la base terrestre propera de la Regia Aeronautica, els atacs van resultar ineficaços, aconseguint poc a part dels danys al Gloucester. Malgrat això, els informes de batalla del braç aeri es van inflar fins al punt de reclamar danys a la meitat de la flota aliada.
En general, l'artilleria aliada va resultar superior, mentre que les salves italianes estaven massa disperses per raons tècniques que no s'havien de superar fins al final del conflicte.

## Orde de batalla
(F) indica vaixell insígnia, (FD) indica vaixell insígnia de divisió, (FS) indica vaixell insignia d'esquadó

### Aliats
Força A – Comandat pel Vicealmirall John Tovey
7è Esquadró de creuers
- 5 creuers lleugers: Orion (FS), Neptune (danyat), HMAS Sydney,[35] Gloucester (danyat), i Liverpool.

 Força B – Comandat pel Vicealmirall Andrew Cunningham que era Comandant en Cap de la Flota de la Mediterrània;
- 1 cuirassat: Warspite (F)
- 6 destructors: Nubian, Mohawk, Hero, Hereward (danyat), Decoy (danyat), HMAS Stuart,[36]

Força C – Comandat pel Vicealmirall Sir Henry Pridham-Wippell.
1r Esquadró de batalla
- 2 cuirassats: Malaya, i Royal Sovereign (FS).
- 1 portaavions: Eagle.
- 10 destructors: Hyperion, Hostile, Hasty, Ilex, Dainty, Defender, Juno, Janus, HMAS Vampire[37] i HMAS Voyager.[38]

(en total, 3 cuirassats, 1 portaavions, 5 creuers lleugers i 16 destructors van participar en la batalla.)

### Regia Marina
La flota italiana estava comandada per l'almirall de esquadra Inigo Campioni.
Pola (F)
Escorta del comboi'
2a Divisió de Creuers Lleugers
Almirall de divisió Ferdinando Casardi – Comandant de divisió
- 2 creuers lleugers: Giovanni delle Bande Nere, Bartolomeo Colleoni

10è Esquadró de Destructors
Capità de vaixell Franco Garofalo – Comandant d'esquadró
- 4 destuctors: Maestrale, Libeccio, Grecale, Scirocco

6 Llanxes torpedineres: Rosolino Pilo, Giuseppe Cesare Abba, Pegaso, Procione, Orsa, Orione
1a Flota
Almirall d'esquadra Inigo Campioni – Comandant
5a Divisió de Cuirassats
Almirall de divisió Bruto Brivonesi – Comandant de divisió
- 2 cuirassats: Conte di Cavour (F), Giulio Cesare (danyat)

4a Divisió de Creuers (lleugers)
Almirall de divisió Alberto Marenco di Moriondo – Comandant de divisió
- 4 creuers lleugers: Alberico da Barbiano (F), Alberto di Giussano,  Luigi Cadorna,[B]  Armando Diaz[B]

8a Divisió de Creuers (lleugers)
Almirall de divisió Antonio Legnani – Comandant de divisió
- 2 creuers lleugers: Luigi di Savoia Duca degli Abruzzi (FD),  Giuseppe Garibaldi

7è Esquadró de Destructors
Capità de fragata Amleto Baldo – Comandant d'esquadró
- 4 destructors: Freccia (FS), Saetta, Dardo,[B] Strale[B]

8è Esquadró de Destructors
Capità de fragata Luigi Liannazza – Comandant d'esquadró
- 4 destructors: Folgore (FS), Fulmine, Baleno, Lampo

15è Esquadró de Destructors
Capità de vaixell Paolo Melodia – Comandant d'esquadró
- 2 destructors: Antonio Pigafetta (FS), Nicolò Zeno

16è Esquadró de Destructors
Capità de vaixell Ugo Salvadori – Comandant d'esquadró
- 3 destructors: Nicoloso da Recco (FS), Antoniotto Usodimare, Emanuele Pessagno

14è Esquadró de Destructors
Capità de vaixell Giovanni Galati – Comandant d'esquadró
- 3 destructors: Ugolino Vivaldi (FS), Leone Pancaldo, Antonio da Noli[B]

2a Flota
Almirall d'esquadra Riccardo Paladini – Comandant
1a Divisió de Creuers (pesats)
Almirall de divisió Pellegrino Matteucci – Comandant de divisió
- 3 creuers pesats: Fiume (FD), Zara, Gorizia

3a Divisió de Creuers (pesats)
Almirall de divisió Carlo Cattaneo – Comandant de divisió
- 3 creuers pesats: Pola (F), Trento, Bolzano (danyat)

7a Divisió de Creuers (lleugers)
Almirall de divisió Luigi Sansonetti – Comandant de divisió
- 4 creuers lleugers: Eugenio di Savoia (FD), Duca d'Aosta, Muzio Attendolo, Raimondo Montecuccoli

9è Esquadró de Destructors
Capità de vaixell Lorenzo Daretti – Comandant d'esquadró
- 4 destructors: Vittorio Alfieri (FS) (danyat), Alfredo Oriani, Giosuè Carducci, Vincenzo Gioberti

11è Esquadró de Destructors
Capità de vaixell Carlo Margottini – Comandant d'esquadró
- 4 destructors: Artigliere (FS), Camicia Nera, Aviere, Gemoere

12è Esquadró de Destructors
Capità de vaixell Carmine D'Arienzo – Comandant d'esquadró
- 4 destructors: Lanciere (FS), Carabiniere, Corazziere, Ascari

(en total, 2 cuirassats, 6 creuers pesats, 8 creuers lleugers, 23 destructors van participar en la batalla.)